# Abraham de Moivre

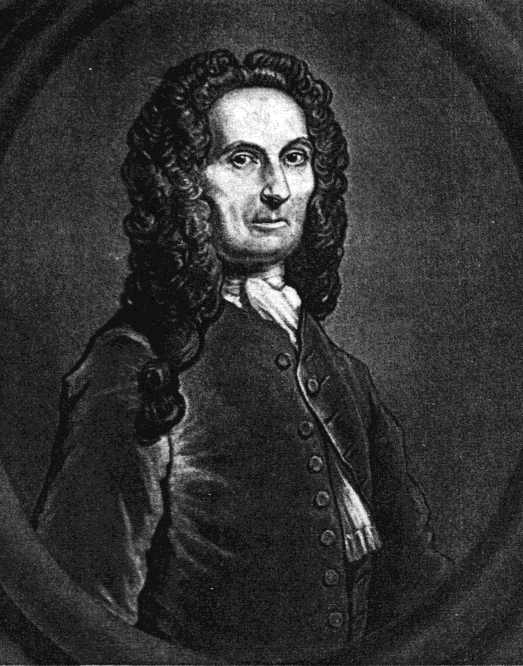
Abraham de Moivre

Abraham de Moivre (Vitry-le-François, 26 mei 1667 – Londen, 27 november 1754) was een Frans wiskundige en statisticus. Hij is bekend geworden door de stelling van De Moivre en vanwege zijn werk op het gebied van de waarschijnlijkheidsrekening.

## Biografie
De sociale status van zijn familie is niet geheel duidelijk, maar de vader van De Moivre, een chirurg, stuurde hem op zijn elfde, van 1678 tot 1682, naar de Protestante academie in Sedan om daar Grieks te leren. Hij moest daar vanwege de politieke toestand in het land weg, studeerde nog twee jaar logica in Saumur (1682-84), maar ging in 1684 naar het Collège de Harcourt in Parijs. Hij nam daar ook privéles bij Jacques Ozanam. De Moivre was een calvinist en zat daarvoor na de herroeping van het Edict van Nantes in 1685 tot 1688 in de gevangenis. Hij verliet daarna Frankrijk en bracht de rest van zijn leven in Engeland door. Doordat hij in ballingschap ging en niet over veel geld beschikte, behaalde hij geen academische graad.
De Moivre werd in 1697 tot lid van de Royal Society gekozen. Hij was een vriend van Isaac Newton, Edmond Halley en James Stirling. Hij raakte er met de redacteur en vertaler Pierre des Maizeaux bevriend, een van de andere hugenoten die waren verbannen. Hij bleef zijn hele leven arm. Men zegt dat hij een vaste klant was van Slaughters koffiehuis, in St. Martin's Lane en Cranbourn Street. Daar verdiende hij wat bij door om geld te schaken.
Er wordt beweerd dat hij exact op de dag stierf die hij had voorspeld. Het viel hem op het einde van zijn leven op dat hij elke dag 15 minuten meer slaap nodig had, daarop uitte hij de stelling dat hij zou sterven op de dag dat hij precies 24 uur zou slapen. Een simpele extrapolatie leverde op dat dit voor het eerst zou gebeuren op 27 november 1754, en zo geschiedde! Hij werd in St. Martin-in-the-Fields begraven, maar zijn stoffelijk overschot werd later verplaatst.

## Werk

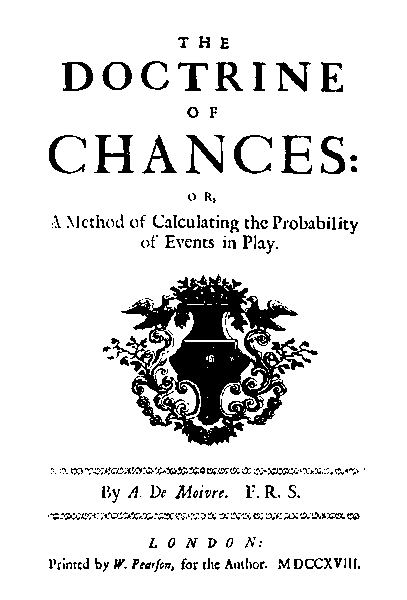
Doctrine of chances, 1718

## Waarschijnlijkheid
Op het gebied van de waarschijnlijkheidsrekening en statistiek is veruit zijn grootste bijdrage die van de normale verdeling. In 1718 schreef De Moivre een boek over kansrekening genaamd The Doctrine of Chances. In de tweede editie uit 1738 introduceerde hij de normale verdeling als limietgeval van de binomiale verdeling, die nu bekendstaat als de stelling van De Moivre-Laplace.
De Moivre was een pionier in de ontwikkeling van de analytische meetkunde en de theorie van de kansrekening. Daarbij bouwde hij voort op werk van zijn voorgangers, met name Christiaan Huygens en verschillende leden van de Bernoulli-familie. Hij produceerde ook het tweede leerboek over de kansrekening, The Doctrine of Chances: a method of calculating the probabilities of events in play (Een doctrine over kansen: een methode voor de berekening van de waarschijnlijkheden van gebeurtenissen in het spel). (Het eerste boek over kansspelen, Liber de ludo aleae (Werk over kansspelen), werd in de jaren 1560 geschreven door Girolamo Cardano, maar pas een kleine honderd jaar na diens dood in 1663 gepubliceerd.) De Moivres boek kwam uit in vier edities, in 1711 in het Latijn, en in 1718, 1738 en 1756 in het Engels. In de latere edities van zijn boek geeft De Moivre de eerste formule voor de klokvormige curve van de normale kansdichtheid, de methode om de waarschijnlijkheid van het optreden van een fout van een bepaalde grootte te vinden, als die fout wordt uitgedrukt in de variabiliteit van de verdeling als eenheid en de eerste aanzet tot de berekening van de waarschijnlijke fout. Daarnaast heeft hij deze theorieën toegepast op vraagstukken uit het gokwezen en actuariële tabellen.
Een uitdrukking die men vaak aantreft in de kansrekening, is {\displaystyle n!} ({\displaystyle n} faculteit). Voor de invoering van de zakrekenmachines en de computer was het berekenen van n! voor een groot getal {\displaystyle n} een zeer tijdrovende aangelegenheid. In 1733 stelde De Moivre de formule voor het schatten van een faculteit voor als {\displaystyle n!\approx cn^{n+1/2}e^{-n}}. Hij verkreeg een uitdrukking voor de constante {\displaystyle c}, maar het was James Stirling die vond dat de gezochte constante gelijk was aan {\displaystyle {\sqrt {2\pi }}}. Om deze redenen is de benadering van Stirling evenveel aan De Moivre te danken als aan Stirling.
De Moivre publiceerde ook een artikel met de titel Annuities upon Lives (Lijfrenten op levens), waarin hij de normale verdeling van de sterfte voor de leeftijd van een persoon gaf. Hieruit produceerde hij een eenvoudige formule om de opbrengst van de jaarlijkse betalingen op basis van iemands leeftijd te schatten. Dit is vergelijkbaar met de typen van formules die worden gebruikt door de huidige verzekeringsmaatschappijen. Zie ook de stelling van De Moivre-Laplace
Hij was ook de eerste die de "gesloten vorm"-uitdrukking van de Fibonaccigetallen ontdekte en zo de {\displaystyle n}-de macht van het gulden getal {\displaystyle \varphi } met het {\displaystyle n}-de Fibonaccigetal verbond.

## Voetnoten
1. ↑  (en)  Did Abraham De Moivre really predict his own death?. blog. Gearchiveerd op 7 mei 2021.
2. ↑   >Pearson, Karl. Historical note on the origin of the normal curve of errors. Biometrika 16: 402-404.